# Kodungallur
Kodungallur (antes Cranganor) es una ciudad y  municipio situada en el distrito de Thrissur en el estado de Kerala (India). Su población es de 60190 habitantes (2011). Se encuentra a 37 km de Thrissur y a 36 km de Cochín.

## Demografía
Según el censo de 2011 la población de Kodungallur era de 60190 habitantes, de los cuales 28452 eran hombres y 31738 eran mujeres. Kodungallur tiene una tasa media de alfabetización del 95,09%, superior a la media estatal del 94%. 